# چوبورا (راژانگ)
چوبورا (به صربی: Čubura) یک منطقهٔ مسکونی در صربستان است که در ناحیه نیشاوا واقع شده‌است. چوبورا ۱۹۴ نفر جمعیت دارد.